# صوحان
 صوحان هي إحدى بلديات ولاية البليدة التابعة لـ دائرة الأربعاء. تقع جنوب الدائرة ب 18 كلم يحدها من الشمال كل من بلدية الأربعاء وبلدية الجبابرة أما غربا فتحدها بلدية أولاد السلامة و من الجنوب تحدها ولاية المدية و من الشرق ولاية البويرة، تتوزع على ضفتي الطريق الوطني رقم 8 الرابط بين بوسعادة والجزائر العاصمة ، من أهم المداشر التابعة لها، تلى دزيري، تاشت، الدبو، الشرفاء، غربو، بوحلو، بني وادفل، حوش القاضي، المزين، تنى طلحة.
بها مسجدان مسجد "سيدي عبد الرحمن"، الذي يقع بجواره منبع مائي، وأخر في طور الإنجاز بعون الله.
تشتهر بن صوحان بجودة أنواع الزيت والزيتون المعروف على الصعيد الوطني بـ سكامودي، تشتهر بأنواع الزراعة الجبلية أشجار البلوط الزيتون الرمان اللوز، التين، التوت، كما توجد بها مساحات هامة من غابات الصنوبر والبلوط.
تزخر بلدية صوحان بموارد ومقومات سياحية هامة.

## الوديان
يتضمن إقليم هذه البلدية العديد من الوديان منها:
- وادي الحراش